# Wonderworld
Wonderworld je sedmé studiové album britské rockové skupiny Uriah Heep. 
Pro původní vinylové vydání byl navržen jednoduchý obal s texty uvedenými na vnitřním obalu.

## Seznam skladeb
1. "Wonderworld" (Hensley) – 4:29
2. "Suicidal Man" (Box, Byron, Hensley, Kerslake, Thain) – 3:38
3. "The Shadows and the Wind" (Hensley) – 4:27
4. "So Tired" (Box, Byron, Hensley, Kerslake, Thain) – 3:39
5. "The Easy Road" (Hensley) – 2:43
6. "Something or Nothing" (Box, Hensley, Thain) – 2:56
7. "I Won't Mind" (Box, Byron, Hensley, Kerslake, Thain) – 5:59
8. "We Got We" (Box, Byron, Hensley, Kerslake, Thain) – 3:39
9. "Dreams" (Box, Byron, Hensley) – 6:10

## Sestava
- David Byron – zpěv
- Ken Hensley – varhany, kytara, zpěv
- Mick Box – kytara
- Gary Thain – baskytara
- Lee Kerslake – bicí